# Lorena Graniewicz
Lorena Graniewicz Quezada (5 de mayo de 1991) y también conocida artísticamente como Lore Graniewicz es una actriz de televisión y modelo mexicana.

## Carrera
Inició su carrera artística en el Centro de Educación Artística de Televisa cuando fue seleccionada en el 2010 para finalmente graduarse en el año 2013, donde tuvo la oportunidad de aparecer en los unitarios de Como dice el dicho y La rosa de Guadalupe en varios capítulos.
No sería hasta 2015 que le llegaría su papel debut en la producción de Emilio Larrosa Amores con trampa con el papel de Hilda de las Mercedes así mismo compartiendo créditos con Itatí Cantoral, Ernesto Laguardia, África Zavala y Eduardo Yáñez.
En 2016 da vida a Claudia en la telenovela de Simplemente María en un rol antagónico, al lado de los actores Claudia Álvarez, José Ron y Ferdinando Valencia.
En 2017 participó en un episodio de la serie de comedia de Nosotros los guapos en donde interpretó a Linda al lado de Adrián Uribe y Ariel Miramontes "(Albertano)". 
Para 2018 obtiene su primer papel co-protágonico en la novela juvenil de Hijas de la luna, producida por Nicandro Díaz González dando vida a Juana Bárbara y cuyo papel le dio más relevancia actoral, además compartiendo roles con Michelle Renaud, Danilo Carrera, Geraldine Galván, Gonzalo Peña (su pareja en la ficción), Jonathan Becerra, Jade Fraser y un gran elenco. A finales de ese mismo año participó en la serie de acción de La bella y las bestias al lado de Esmeralda Pimentel en un papel recurrente.
En 2020 consigue un papel estelar en la telenovela de Como tú no hay 2, producida por Carlos Bardasano en donde interpretó a Renata y compartiendo escenas al lado de Claudia Martín, Adrián Uribe y Estefanía Hinojosa, entre otros.
Luego en 2022 consigue el papel de la mejor amiga de la protagonista en la nueva versión de la telenovela clásica Los ricos también Lloran telenovela formato serie donde interpretó a Britny Chantal Domínguez Pérez siendo la segunda vez que trabajaba al lado de Claudia Martín con Sebastián Rulli de Protagonista.
En 2023 consigue otro papel de mejor amiga de la protagonista en la telenovela Pienso en Ti donde es Alicia Garibay una experta financiera que vive y trabaja en una empresa de publicidad como contadora pero su verdadero dueño es la música por lo que aprende a tocar piano y los fines de semana trabaja en eventos con una banda conformada por su mejor amiga Emilia  interpretada por la actriz y Cantante Dulce María con David Zepeda como el protagonista.

## Filmografía

### Televisión
- Juegos de amor y poder (2025) como Karina Cortes[12]
- El extraño retorno de Diana Salazar (2024-2025) - Malena Salazar[13][14]
- Pienso en ti (2023) como Alicia Garibay[15]
- Los ricos también lloran (2022) como Britny Domínguez Pérez[16]
- Si nos dejan (2021) como Karina Gómez[17]
- Como tú no hay 2 (2020) como  Renata Cortés[18]
- La bella y las bestias (2018) como Agente de polícia
- Hijas de la luna (2018) como Juana Bárbara Oropeza Treviño[19]
- Nosotros los guapos (2017) como Linda
- Simplemente María (2016) como Claudia Lascuráin
- Amores con trampa (2015) como Hilda de las Mercedes Sánchez
- Mi corazón es tuyo (2014) muchacha de servicio doméstico
- Como dice el dicho (2014-2019) en Varios episodios
- La rosa de Guadalupe (2012-2019) en Varios episodios

### Teatro
- Hablemos de amor ... (2017)
- Casi un Pueblo ... (2014)
- Despojos ... (2013)
- Que pasa en esta casa ... (2012)
- Hasta que la risa nos separe ... (2012)